# 데드풀과 울버린
《데드풀과 울버린》(영어: Deadpool & Wolverine)은 2024년 개봉한 미국의 슈퍼히어로 영화이다. 숀 레비가 감독과 공동각본을 맡았으며, 영화 《데드풀》 시리즈의 세 번째 작품이다. 또한 마블 시네마틱 유니버스(MCU)에 포함된 첫 데드풀 영화로, 페이즈 5에 속한다.

## 줄거리
2018년, 웨이드 윌슨은 케이블의 시간 여행 장치를 이용해 연인 바네사의 죽음을 막은 후, 자신의 우주인 지구-10005에서 '성스러운 시간선'의 지구-616으로 여행한다. 그는 어벤져스에 합류하여 삶에 의미를 더하고자 하지만 해피 호건에게 거절당하고 자신의 우주로 돌아온다. 6년 후, 웨이드는 바네사와 헤어지고 가면을 쓴 용병 데드풀로서의 활동을 그만두며, 옛 X-포스 멤버인 피터 위즈덤과 함께 중고차 판매원으로 일하고 있다.
웨이드의 생일 파티 도중, 시간변이관리국(TVA)이 그를 체포해 패러독스에게 데려간다. 패러독스는 그들이 성스러운 시간선과 광범위한 멀티버스를 감시하는 시간 외부의 조직이라고 설명하며, 웨이드에게 지구-616에서 중요한 역할을 제안한다. 웨이드는 처음에 수락하지만, 패러독스는 웨이드의 시간선이 그 안정화 '중심 인물'인 로건의 죽음으로 인해 악화되고 있다고 밝힌다. 로건은 딸 로라를 보호하다 사망했다. 패러독스는 '타임 리퍼' 장치를 사용해 이 과정을 가속화하려 하고, 웨이드는 그의 템패드를 훔쳐 로건의 무덤으로 시간 여행을 한다. 그는 로건을 부활시켜 그들의 시간선을 구하려 하지만 실패하자, 멀티버스를 여행하며 로건의 대체 우주 '변형체'를 찾는다.
웨이드는 TVA로 로건의 변형체를 데려오지만, 패러독스로부터 중심 인물은 대체될 수 없으며 이 변형체가 멀티버스에서 '최악의 울버린'으로 여겨진다는 말을 듣는다. 웨이드가 패러독스가 상급자들의 허락 없이 행동하고 있다는 것을 알아채자, 패러독스는 웨이드와 로건을 모든 것이 알리오스라는 생명체에 의해 소멸되는 공허로 보낸다. 로건은 TVA가 그의 시간선을 바꿀 수 있다는 웨이드의 주장을 믿고 그와 협력하기로 한다. 웨이드와 로건은 조니 스톰과 함께 잡혀 엑스맨 리더 찰스 자비에의 강력하고 잔인한 쌍둥이 여동생 카산드라 노바에게 끌려간다. TVA와 거래하여 공허를 관리하게 된 카산드라는 조니를 죽이고 웨이드와 로건을 알리오스에게 먹히도록 내버려두지만, 둘은 간신히 탈출한다.
로건과 웨이드는 '나이스풀'이라 불리는 데드풀 변형체를 만나고, 그는 그들을 카산드라와 싸우는 저항군으로 안내한다. 가는 길에 로건은 TVA가 그의 시간선을 고칠 수 있다는 웨이드의 말이 거짓임을 깨닫고, 둘은 싸움 끝에 기절한다. 그들은 로라, 일렉트라, 블레이드, 갬빗으로 구성된 저항군에 의해 발견된다. 웨이드는 카산드라와 싸우기 위해 동맹을 제안하고, 로라는 동료 엑스맨들의 죽음에 대한 망설임으로 괴로워하는 로건을 설득해 대의에 합류시킨다. 저항군 멤버들이 카산드라의 부하들을 견제하는 동안 웨이드와 로건은 저거넛의 헬멧을 그녀의 머리에 씌워 그녀의 능력을 봉쇄한다. 카산드라는 패러독스를 대신해 그녀의 추종자 파이로에게 배신당하고 거의 죽을 뻔하지만, 로건이 웨이드를 설득해 헬멧을 벗긴다. 카산드라는 자신을 치유하고 지구-10005로 가는 포털을 열어 로건과 웨이드가 뛰어든다.
카산드라는 파이로로부터 패러독스의 계획을 알아내고 그를 죽인 후, 로건과 웨이드를 따라 지구-10005로 간다. 그는 패러독스의 마음에서 타임 리퍼의 완성과 사용법을 알아내고 공허만 남기고 모든 시간선을 파괴하려 한다. 카산드라는 데드풀 변형체들의 군대를 소환하고, 그들은 '나이스풀'을 죽이고 웨이드와 로건과 싸우다 피터가 나타나 그들을 혼란에 빠뜨린다. 패러독스는 웨이드와 로건에게 그들 중 한 명이 타임 리퍼의 전력 흐름을 방해하여 파괴할 수 있지만, 이는 그들의 능력에도 불구하고 죽음을 초래할 것이라고 말한다. 웨이드와 로건은 함께 타임 리퍼를 파괴하여 카산드라를 죽이고, 부담을 나눔으로써 살아남는다. 패러독스는 TVA의 헌터 B-15에 의해 체포되고, 그녀는 웨이드와 로건을 축하하며 그들의 행동이 지구-10005의 악화를 막았다고 말한다. 웨이드는 헌터 B-15에게 저항군을 공허에서 구출하고 로건의 세계의 역사를 바꿔달라고 요청한다. 그녀는 후자가 불가능하다고 설명하는데, 로건의 역사가 그를 지금의 영웅으로 만들었기 때문이라고 한다. 그리고 로건이 웨이드의 세계에 머무는 것을 허락한다. 웨이드는 로건에게 자신의 친구들을 만나보자고 제안하고, 로건의 격려를 받아 바네사와 화해한다.

## 출연

### 데드풀과 울버린
- 라이언 레이놀즈[4] - 웨이드 윌슨 / 데드풀
- 휴 잭맨 - 로건 / 울버린

### 지구 10005
- 모레나 바카링 - 버네사 칼라일
- 카란 소니 - 도핀더
- 레슬리 어검스 - 블라인드 앨
- 롭 딜레이니 - 피터
- 스테판 카피치치 - 표트르 라스푸틴 / 콜로서스(목소리 출연)
- 브리애나 힐더브랜드 - 네가소닉 틴에이지 워헤드 / 엘리 피마스터
- 쿠츠나 시오리[5] - 유키오
- 루이스 탠 - 러스티 / 섀티스타
- 랜들 리더 - 벅

### TVA
- 매슈 맥페이든 - 패러독스
- 운미 모사쿠 - 헌터 B-15
- 롭 매킬헤니[6] - 미닛맨

### 보이드

#### 카산드라 노바 세력
- 에마 코린 -카산드라 노바 (본작의 빌런이다.)
- 에런 스탠퍼드 - 파이로
- 에두아르도 가고 무뇨스 - 아자젤
- 빌리 클레먼츠 - 러시안
- 제이드 라이 - 레이디 데스스트라이크
- 레이 파크 - 토드
- 미상 - 칼리스토
- 미상 - 퀼
- 미상 - 사일록
- 에런 리드 - 저거노트
- 타일러 메인 - 세이버투스
- 마이크 워터스[7] - 블룹
- 미상 - 알리오스
- 미상 - 볼스아이

#### 저항군
- 다프네 킨 - 로라 / X-23[8]
- 제니퍼 가너 - 엘렉트라 나치오스
- 크리스 에반스 - 조니 스톰 / 휴먼 토치
- 웨슬리 스나이프스 - 에릭 브룩스 / 블레이드
- 채닝 테이텀 - 레미 르보 / 갬빗

#### 변종 데드풀(데드풀 군단)
- 페기 - 도그풀 / 메리 퍼핀스
- 블레이크 라이블리[9] - 레이디 데드풀 / 완다 윌슨
- 라이언 레이놀즈 - 나이스풀 / 웨이드 윌슨
- 이녜즈 레이놀즈[10] - 키드풀 / 웨이드 윌슨
- 네이선 필리언 : 웨이드 윌슨 / 헤드풀
- 올린 레이놀즈[11] : 베이비풀 / 웨이드 윌슨
- 매튜 매커너히[12] - 카우보이풀 / 웨이드 윌슨
- 닉 폴리[13] - 웨이드 윌슨 / 댄스풀
- 폴 멀린 - 웨이드 윌슨 / 웰시풀
- 미상 : 프레드릭 윌슨 / 골든 에이지 데드풀
- 미상 : 와타리 / 로닌풀
- 미상 : 웨이드 윌슨 / 젠풀
- 미상 : 워다 윌슨 / 데드풀 2099
- 알렉스 키시코비치[14] : 웨이드 윌슨 / 캐나다풀
- 미상 : 웨이드 윌슨 / 스코티시 데드풀
- 미상 : 웨이드 윌슨 / 파이러츠풀
- 미상 : 웨이드 윌슨 / 큐피드풀

### 변종 울버린
- 헨리 카빌 - 카빌린
- 휴 잭맨 - 울버린(키 160cm ver.) / 패치[15] / 웨폰 X[16] / 울버린(브라운 슈트) / 울버린(올드맨 로건) / 울버린(언캐니 엑스맨 #251)

### 지구-616(지구-199999)
- 존 패브로 / 박영재 - 해피 호건

### 기타 출연
- 올리 파머[17] - 가게 손님
- 그렉 헴필 - 바텐더
- 크리스 헴스워스[18] - 토르
- 미상 - 헐크[19]
- 스탠 리 - 스탠 리

## 기타
- 사실 오래 전부터 제작이 결정되어 있었지만 20세기 폭스가 월트 디즈니 컴퍼니에 인수되면서 발생한 문제로 계속 미뤄졌었다.
- 라이언 레이놀즈, 휴 잭맨, 숀 레비가 2024년 7월 3일부터 5일까지 2박 3일간 한국을 방문하였다. 마블 시네마틱 유니버스 영화의 주연 배우와 감독이 한국을 찾은 것은 〈가디언즈 오브 갤럭시: Volume 3〉 이후 1년여 만으로, 이 기간 동안 세 사람은 기자 간담회와 레드카펫 행사에 참석했으며, 고척 스카이돔에서 KBO 리그 경기를 관람하고, Stray Kids의 방찬과 필릭스와 만나는 등 다양한 홍보 활동을 이어갔다. 또한, 워터밤에도 출연하여 팬들과 소통했다.
- 어느 제빵사가 실물 크기의 데드풀과 울버린 케이크를 만든 영상을 라이언 레이놀즈가 기뻐하며 공유하여 화제가 됐다.